# Indulata Sukla
Indulata L. Sukla (en odia : ଇନ୍ଦୁଲତା ଶୁକ୍ଳ), née le 7 mars 1944 à Baripada et morte le 30 juin 2022 à Cuttack, est une mathématicienne indienne.

## Biographie
Indulata Sukla naît le 7 mars 1944 à Baripada. Elle effectue sa scolarité à l'école pour fille Maharani Prem Kumari et passe son bachelor en mathématiques avec mention au M.P.C. College à Baripada. En 1966, elle obtient son master au Ravenshaw College à Cuttack. Grâce à une bourse du CSIR, elle entre à l'université de Jabalpur et prépare sa thèse sous la supervision de Tribikram Pati. Elle rejoint l'université de Sambalpur en novembre 1970 comme maîtresse de conférences à l'Institut des sciences mathématiques et y restera jusqu'à la retraite en 2004.
Ses recherches sont orientées sur la théorie des nombres, la cryptographie et l'analyse. Elle travaille, entre autres, sur les séries de Fourier avec le mathématicien britannique Brian Kuttner.
Membre de l'American Mathematical Society et de l'Indian Mathematical Society, elle reçoit en 2015 le Prix d'excellence pour l'ensemble de ses réalisations de la part de l'Association mathématique d'Odisha.

## Publications (extraits)
- (en) Sukla, Indulata, « Generalization of a theorem of McFadden », Pacific Journal of Mathematics, no 82,‎ 1979 (DOI 10.2140/pjm.1979.82.539, lire en ligne)
- (en) Indulata Sukla, « A Tauberian theorem for strong Abel summability type », Proceedings of the American Mathematical Society, vol. 84, no 2,‎ 1982, p. 185–191 (ISSN 0002-9939 et 1088-6826, DOI 10.1090/S0002-9939-1982-0637166-3, lire en ligne, consulté le 30 septembre 2020)
- (en) Kuttner, B.; Sukla, I. L., « On summability methods », Mathematical Proceedings of the Cambridge Philosophical Society, vol. 87, no 2,‎ 1985, p. 189–193 (DOI 10.1017/S0305004100062745, MR 0771813)